# 小山真実
小山 真実（こやま まさみ、9月6日 - ）は、日本の女性声優、俳優、シンガーソングライター。東京都出身。フリー。
薬剤師免許を持つ。特技:ピアノの弾き語り。

## 出演作品

### テレビアニメ
2004年
- 忘却の旋律（美少女たち）[1]

2013年
- 問題児たちが異世界から来るそうですよ?（子供達）
- 惡の華（2年1組生徒）

### ゲーム
- 蒼空のフロンティア

### CM
- トッポジージョスペシャルセレクション「トッポジージョ月へ行く」（ナレーション）

### ラジオCM
- 円盤皇女ワるきゅーレサントラCD
- ヒカルの碁キャラクターソング集
- サクラ大戦ドラマCD全集
- サクラ大戦V-EPISODO 0-「荒野のサムライ娘」
- NHKみんなのうた音楽集

### WebTV
2018年
- AbemaTVオリジナルドラマ進出記念作品#声だけ天使特別授業講師

### ドラマCD
- 円盤皇女ワるきゅーレ「ワルキューレ宇宙大歌劇」（スチュワーデス）
- 問題児たちが異世界から来るそうですよ?「キャンドルとオムレットとゴーストタウン・後編」（メイド）

### 舞台
- 演劇制作体V-NET GK最強リーグ戦2005「純愛人魚」（涼）
- タンバリンプロデューサーズ第２回公演 「キラーinキラーズ」（チェリー）
- ふぁんふぁんふぁんプロデュース公演「はじめに言葉があった」（語り）
- 東京国際映画祭2008アフレコライブ「ウィンキーと白い馬Ⅱ」（シグリッド先生）

### MC
- 東京コミコン2020 マーベル コスプレ大集合 / マーベル×ジャンプ：日米編集長対談 MC (2020年12月5日)
- 東京コミコン2020 スター・ウォーズ コスプレ大集合 / スター・ウォーズ歌舞伎と『マンダロリアン』 MC (2020年12月6日)

## ディスコグラフィ

### シングル
|     | タイトル                | 発売日         | 規格 |
| --- | ----------------------- | -------------- | ---- |
| 1st | 夢のかけら              | 2010年4月22日  | -    |
| 2nd | 窓辺に咲く花/蒼の海     | 2010年10月30日 | -    |
| 3rd | 向日葵と虹のうた/赤い糸 | 2015年9月6日   | -    |

### ミニアルバム
|     | タイトル  | 発売日         | 規格 |
| --- | --------- | -------------- | ---- |
| 1st | 夢現の森  | 2011年10月30日 | -    |
| 2nd | Labyrinth | 2014年4月27日  | -    |

### アルバム
|     | タイトル | 発売日       | 規格 |
| --- | -------- | ------------ | ---- |
| 1st | Story    | 2020年3月1日 | -    |

### 提供作品
作詞
近藤佳奈子
- Like A Wind （2016年3月16日、作曲：滝口恵太）

## ワンマンライブ
| 年     | タイトル                                                      | 日程・会場               | 備考                                              |  |
| ------ | ------------------------------------------------------------- | ------------------------ | ------------------------------------------------- |  |
| 2021年 | 小山真実8thワンマンLIVE ＊BIRTHDAY LIVE 2021＊                | 9月5日 APIA40            | 文化庁ARTS for the future！の支援を受けての開催。 |  |
| 2020年 | 小山真実7thワンマンLIVE ＊BIRTHDAY LIVE 2020＊                | 9月27日 APIA40           |                                                   |  |
| 2019年 | 小山真実6thワンマンLIVE ＊BIRTHDAY LIVE 2019＊5th Anniversary | 9月26日 APIA40           | 活動5周年記念ワンマン。                           |  |
| 2018年 | 小山真実5thワンマンLIVE ＊BIRTHDAY LIVE 2018＊                | 9月23日 APIA40           |                                                   |  |
| 2017年 | 小山真実4thワンマンLIVE ＊BIRTHDAY LIVE 2017＊                | 9月3日 GRAPES KITASANDO  |                                                   |  |
| 2016年 | 小山真実3rdワンマンLIVE ＊BIRTHDAY LIVE 2016＊                | 9月24日 四谷天窓.comfort |                                                   |  |
| 2015年 | 小山真実2ndワンマンLIVE ＊Birthday＊＆レコ発＊                | 9月6日 四谷天窓.comfort  |                                                   |  |
| 2014年 | 小山真実1ndワンマンLIVE 小山真実 Birthday 初ワンマンLIVE      | 9月6日 Live Cafe SaLa    |                                                   |  |